# 一酸化シクロオクタ硫黄
一酸化シクロオクタ硫黄は、無機化合物で、化学式 S8Oであり、硫黄酸化物のタイプであり、 1972年に発見された。
一酸化シクロオクタ硫黄と五塩化アンチモンからなる等モル量の結晶化合物（S8O•SbCl5）を作成できる。